# Théodore Monod (Pastor)
Théodore Monod (* 6. November 1836 in Paris; † 26. Februar 1921 ebenda) war ein französischer reformierter Pastor, der vor allem als Prediger und Kirchenlieddichter der Heiligungsbewegung bekannt wurde.

## Leben und Wirken
Monod war ein Sohn von Frédéric Monod (1794–1863) und Constance de Coninck (1803–1837). Schon der Großvater Jean Monod (1765–1836) war ab 1808 Pastor an der reformierten Kirche Oratoire du Louvre in Paris gewesen; der Vater war ab 1820 zuerst Adjunkt (Hilfspastor), ab 1832 Pastor an derselben Kirche. Als er 1849 die Reformierte Kirche in Frankreich verließ, um die Union des Églises évangélique libres de France zu gründen, übernahm sein Bruder Adolphe Monod die Pfarrstelle.
Théodore Monod studierte von 1855 bis 1858 Rechtswissenschaften an der Sorbonne. Nach Abschluss des Theologiestudiums am Western Theological Seminary in Pittsburgh, Pennsylvania, wurde er 1861 Pfarrer einer französischsprachigen Gemeinde der Presbyterian Church (U.S.A.) in Kankakee, Illinois. Im September 1863 kehrte er nach Paris zurück, um die Pfarrstelle seines an Lungenkrebs erkrankten Vaters an der Chapelle du Nord zu übernehmen. Hier setzte er sich als einer der ersten Mitstreiter für die Mission aux Ouvriers de Paris (später Mission populaire évangélique) von Robert Whitaker McAll ein.
Im Juni 1874 wurde Monod durch Robert Pearsall Smith für die Ziele der Heiligungsbewegung gewonnen. Monod nahm im Sommer an Vorkonferenzen in England teil und war einer der Hauptredner beim Oxford Union Meeting for the Promotion of Scriptural Holiness im August/September 1874 sowie der Nachfolgekonferenz in Brighton im Mai/Juni 1875, die für die Ausbreitung der Heiligungsbewegung in Europa größte Bedeutung hatten. Als Folge gab er sein Pfarramt auf, um als freier Evangelist tätig zu sein. Von 1875 bis 1879 gab er die Zeitschrift Liberateur heraus. 1878 kehrte er als Pfarrer am Temple du Marais in die Reformierte Kirche in Frankreich zurück, trat aber weiterhin europaweit als Redner bei Konferenzen und Evangelisationen der Heiligungsbewegung auf, unter anderem bei den Konferenzen von Keswick. Er arbeitete mit Theodor Jellinghaus und Otto Stockmayer zusammen, auf die er großen Einfluss hatte. 1892 übernahm er eines der Pfarrämter am Oratoire du Louvre.
Monod trat auch als Autor hervor. Schon in den Vereinigten Staaten schrieb er 1862 die Broschüre Regardant Jésus, die 1864 unter dem Titel Looking unto Jesus auf Englisch erschien und bis ins 20. Jahrhundert nachgedruckt wurde. Erweckungspredigten sind in den Büchern Le don de Dieu. Allocutions (Paris 1876; englisch als The gift of God, 1876, deutsch Die Gabe Gottes, 1882) und Life more abundant (1881) gesammelt. Viele seiner Lieder wurden zuerst auf Englisch verfasst und dann in andere europäische Sprachen übersetzt. Sein meistverbreitetes Werk ist das Lied None of Self And All of Thee (erste Zeile O the bitter shame and sorrow), das er 1874 schrieb und das (zuerst mit einer Melodie von James Mountain (1844–1933), später meist mit der Melodie von James McGranahan (1840–1907)) dank des großen Erfolgs auf der Konferenz in Oxford im selben Jahr in viele Gesangbücher des 19. und 20. Jahrhunderts einging. Im Deutschen trägt es die Titelzeile O der bittern Pein und Trauer.

## Familie
Monod war seit 1867 mit seiner Cousine Gertrude Monod (1846–1878) verheiratet, einer Tochter des Chirurgen Gustave Monod (1803–1890). Sie hatten sieben Söhne, von denen zwei früh verstarben, und zwei Töchter. Der Sohn Wilfred Monod, ebenfalls Pastor am Oratoire, war Vater des Schriftstellers und Typografen Maximilien Vox und des Zoologen und Afrikaforschers Théodore Monod. Aus einer zweiten, 1882 mit Emilie Lindop geschlossenen Ehe ging noch ein Sohn hervor.

## Schriften (Auswahl)
- Le chrétien et sa croix. Méditation. Ch. Meyrueis, Paris 1865.
  -  The Christian and his cross. A meditation. Western Tract & Book Society, Cincinnati o. J.
- De quoi il s’agit. Quelques mots sur le mouvement d’Oxford. Paris 1875.
- Considération sur la cure d’âmes. Diss. Montauban 1877.
- Loin du nid. Poésies. J. Bonhoure, Paris 1882.
- Au vent la voile. Poésies. Fischbacher, Paris 1898.